# Dinamo Pančevo
FK Dinamo Pančevo (Servisch: ФК Динамо Панчево) is een Servische voetbalclub uit Pančevo, een provinciestadje in Servië. Het speelt anno 2011 in de Prva Liga, oftewel de 2de divisie van Servië.
De club werd in tegenstelling tot de meeste andere Europese clubs pas na de Tweede Wereldoorlog opgericht. De club heeft een volledig eigen bestuur en beschikt over een groot oefencomplex.
Het team bestaat doorgaans uit jonge voetballers, die ofwel uit de eigen opleiding komen of uitgeleend van eerste klasse clubs uit Servië.
Het bestuur hoopt met de doorverkoop van de vele jongeren de sprong naar 1ste klasse te wagen, die voorlopig uitbleef.

## Bekende ex-spelers
- Dušan Đokić
- Bojan Jorgačević
- Besnik Hasi